# Joaquim Roberto Braga
José Roberto Braga (Rio de Janeiro, 29 de outubro de 1941 - São Paulo, 24 de janeiro de 2024) foi um cantor e compositor brasileiro. Ficou famoso pelo nome artístico de Zé Roberto, com o qual lançou o sucesso de 1973 Lotus 72D.

## Biografia
Joaquim foi batizado como José Roberto e foi militar da Aeronáutica na juventude. Quando servia, conheceu o humorista Mussum, à época membro do grupo Os Originais do Samba, e escreveu sua primeira composição intitulada A Subida do Morro em 1971.
Em 1973, José escreve seu maior sucesso Lotus 72D após assistir o Grande Prêmio do Brasil de Fórmula 1, no qual corria o piloto Emerson Fittipaldi. A canção foi lançada em um compacto pela RCA após o artista, que assinava como Zé Roberto, ser convidado por dois diretores da gravadora. Durante uma apresentação na Rede Tupi, um agente musical abordou José exigindo que o nome de Zé Roberto fosse mantido para seu representante.
Após o evento, o artista, em acordo com a gravadora, decidiu usar o nome artístico de Paulo Braga, gravando mais alguns discos e excursionando por países como Argentina e Japão. No entanto, a confusão de nome com Paulinho Braga - baterista de Elis Regina - obrigou o cantor a mudar de nome artístico pela terceira vez. Joaquim Roberto foi o escolhido, em homenagem ao nome de seu pai, com o acréscimo final do sobrenome Joaquim Roberto Braga, como precaução para um possível quarto conflito.
Em 2014, após mais de 20 anos morando no Japão, Joaquim retorna ao Brasil e volta a fazer apresentações em São Paulo. Em 2019, a música "Lotus 72D" é relançada pelo selo britânico Mr. Bongo, alcançando grande popularidade na Internet. Em 2023, a canção volta à tona após ser usada em uma campanha publicitária do aplicativo Airbnb.
O cantor faleceu em sua própria residência na capital paulista, no dia 24 de janeiro de 2024.